# بهاران (شیراز)
بهاران که پیشتر گشنکان خوانده می‌شد، روستایی از توابع بخش مرکزی شهرستان شیراز در استان فارس ایران است.

## جمعیت
این روستا در دهستان کفترک قرار دارد و براساس سرشماری مرکز آمار ایران در سال ۱۳۹۵، جمعیت آن ۲٬۱۷۸ نفر (۶۴۴ خانوار) بوده‌است.